# Kfz 13
アドラー Kfz.13は、第二次世界大戦前に採用されたドイツ国防軍の装甲偵察車である。制式名称は「Maschinengewehrkraftwagen 13, kfz.13」（機関銃自動車13）である。

## 概要

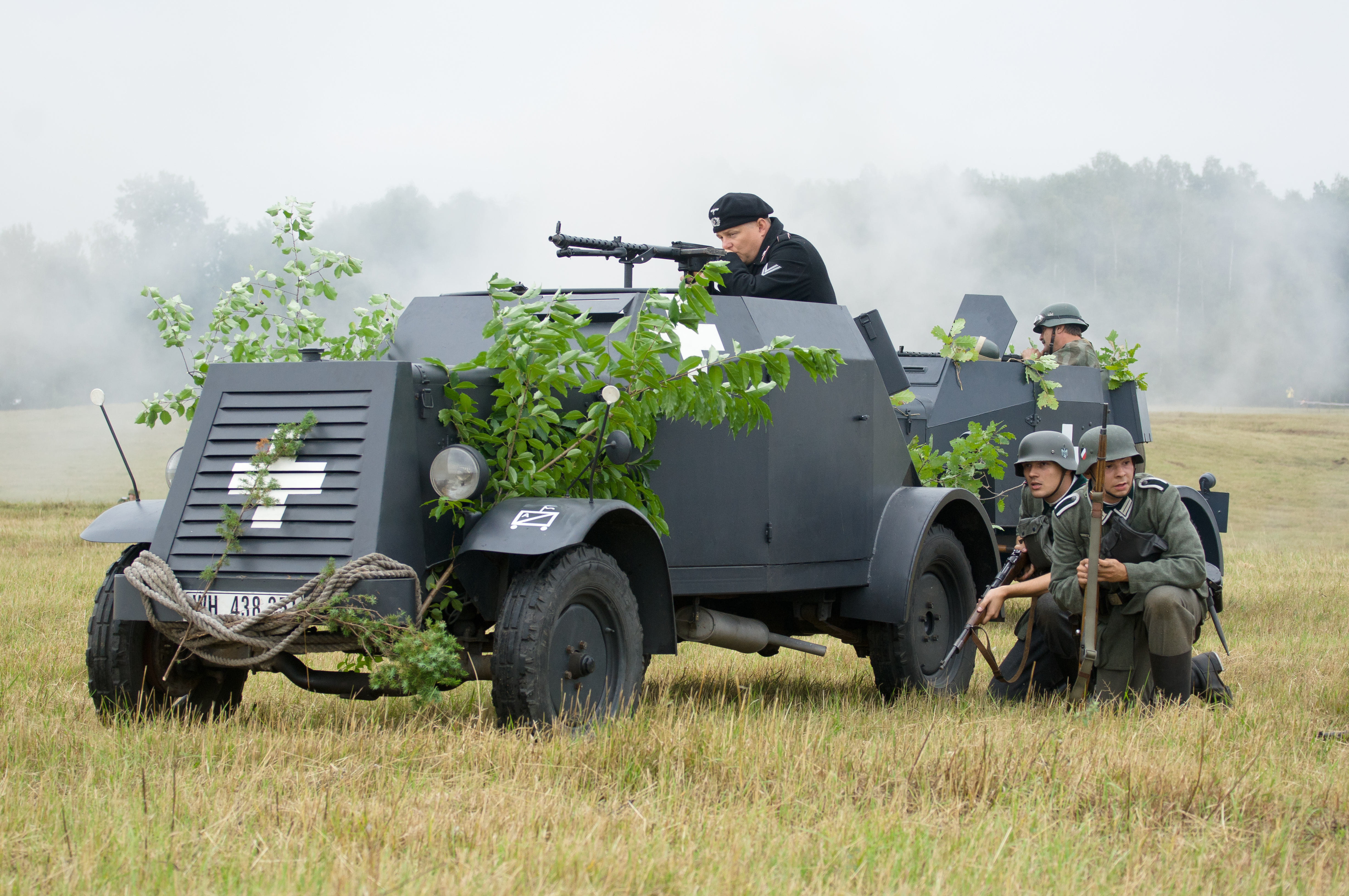
ポーランド、ムワヴァの戦いのリエナクトメント（再現イベント）に登場したKfz.13のレプリカ。2012年

ドイツは再軍備のために、1929年から偵察用の4輪軽装甲車の開発を始め、1932年から1934年にかけてKfz.13の名で147両が量産された。
当時の技術や予算の関係上、専用の物ではなく民間の乗用車であるアドラー社のスタンダード6シリーズ12N-RWのシャーシが用いられ、これを5mm厚の装甲板で補強、車体構造物を8mm厚の装甲板溶接組みで構成した。車体前方の機関部正面のラジエターは格子状の装甲で守られていたが、点検用に開口する側面と上面は非装甲であった。
キャビンの全体的な形状より、バスタブを意味する「Badewanne（バーデヴァンネ）」というニックネームで呼ばれた。
戦闘室はオープントップ構造で、Kfz.13には当初7.92mm MG13軽機関銃、後にMG34機関銃が全周回転台座に小型防盾と予備弾1000発と共に搭載され、機銃座の可動範囲は-35度から65度であった。
また乗員用の副武装として9mm エルマEMP、後にMP38が車内に装備されていた。Kfz.13の乗員は車長兼務の操縦手と搭載機銃手の2名のみであったが、臨時に後部に数名を乗せることもできた。
派生型として無線通信車型のKfz.14があり、Kfz.13とは別に40両が生産されている。Kfz.13の機関銃を取り外し、車内に遠距離用無線機とフレームアンテナを装備しており、乗員は3名となった。
本車は60hpのガソリンエンジンで路上最大速度60km/hを発揮したが、もとが民間用の後輪駆動のみの4×2シャーシであり、オフロード性能は望むべくもなかった。これは武装を外し無線器を搭載したバリエーションであるKfz.14も同様であり、このためより本格的な軍用4輪駆動シャーシを使用する軽装甲偵察車Sd Kfz 221～Sd Kfz 223が開発され、1938年から装備の更新が始まっている。
生産されたKfz.13/14は、1932年から機械化捜索大隊に配備された。1935年、より本格的な4輪装甲車であるSd.Kfz.221～223が登場すると補助車輌に格下げされ、さらに未機械化師団の偵察部隊に払い下げられたが、第二次世界大戦開始時のポーランド侵攻には相当数が実戦投入された。フランス戦時にも少数が使用されていたが、1941年には現役を外されている。

## 登場作品

### ゲーム
『total tank simulator』
ドイツの装甲車KFZ 13として登場。
『call of war』
枢軸国:ドクトリンの装甲車として登場

## 参考資料
- Peter Chamberlain, Hilary Doyle, 「ENCYCLOPEDIA OF GERMAN TANKS OF WORLD WAR TWO - 月刊モデルグラフィックス別冊・ジャーマンタンクス」、大日本絵画、1986